# Rajella leopardus
Espèce
Synonymes
- Raia leopardus von Bonde & Swart, 1923[2]
- Raja leopardus von Bonde & Swart, 1923[1]

Statut de conservation UICN

 LC  : Préoccupation mineure
Rajella leopardus est une espèce de poissons de la famille des Rajidae.

## Répartition
Rajella leopardus se rencontre dans l'est de l'Atlantique, des côtes de la Mauritanie jusqu'à celles de l'ouest de l'Afrique du Sud. Elle est présente aux profondeurs comprises entre 170 et 1 920 m.

## Description
La taille maximale connue pour Rajella leopardus est de 650 mm.